# Jack Butler (jiwarli)
Jack Butler (4 de maig de 1901 – 10 de maig de 1986) era l'últim parlant natiu de la llengua australiana jiwarli. Com a últim parlant, va ser la principal font d'informació sobre la llengua. Fill d'un pastor d'ovelles blanc, Dick Butler, i una aborigen australiana, Silver, va ser criat per la seva mare i el seu padrastre, Jinapuka, també aborigen, a Ullawarra Station i Glen Florrie Station, a Austràlia.
A Glen Florrie Station, en el camp d'aborigens, va aprendre llurs llengües i costums cuidant dels més ancians. La seva llengua favorita era el jiwarli, que va aprendre de Wangki o 'Stumpy', com era conegut pels blancs. També va aprendre a parlar jurruru i thalanyji. Va passar gran part de la seva vida adulta a Mount Stuart Station, on va entrar en contacte amb la forma de vida occidental. Es va casar amb Molly Ashburton el 1927 i va tenir quatre fills amb ella. Es va retirar a Onslow en els anys 1970 i va morir a Carnarvon el 10 de maig de 1986.